# Heyggjurin Mikli
El Heyggjurin Mikli és una muntanya de 391 metres, segon punt més alt de l'Illa de Skúvoy a les illes Fèroe.